# Agapornis cara-roig
L'agapornis cara-roig o inseparable cara-roig (Agapornis pullarius) és un dels ocells del gènere Agapornis, a la família dels Psitàcids (Psittacidae). Con tots els agapornis són originaris d'Àfrica.

## Morfologia
- Fan uns 15 cm de llargària
- Els mascles són de color general verd, amb una zona en la cara de color vermell, des de la part superior del bec, sobre el front fins a mitjans del capell, i pels costats fins a l'ull. La part inferior de l'ala és d'un verd més clar que la resta del cos. El bec és vermell.[2]
- Les femelles són molt semblants, amb la màscara facial taronja i el bec més clar.
- Les potes d'ambdós gèneres són de color gris.

## Distribució i hàbitat
Viuen en zones de bosc obert, sabanes i terres de conreu d'una ampla àrea d'Àfrica, que inclou tots els estats del golf de Guinea, des de Guinea fins al nord d'Angola (incloent-hi les Illes), i cap a l'est fins al sud d'Etiòpia, l'oest de Kenya i el nord de Tanzània.

## Llistat de subespècies
Se n'han descrit dues subespècies d'Agapornis pullarius:
- Agapornis pullarius pullarius (Linnaeus) 1758.
- Agapornis pullarius ugandae Neumann 1908. Habita Kenya i Tanzània.

## Reproducció
Fa el niu normalment en un termiter, en un arbre o, de vegades a terra. Per fer el niu la femella excava un túnel de fins a 30 cm de llargària, dins el termiter, criant amb altres congèneres.

## Avicultura
La cria en captiveri és difícil, per la necessitat d'excavar el niu i que la càmera estiga a uns 27º, però, se'ls pot induir a excavar en un suro per a construir el niu. És una espècie més nerviosa que altres del mateix gènere.